# Chalcographie du Louvre

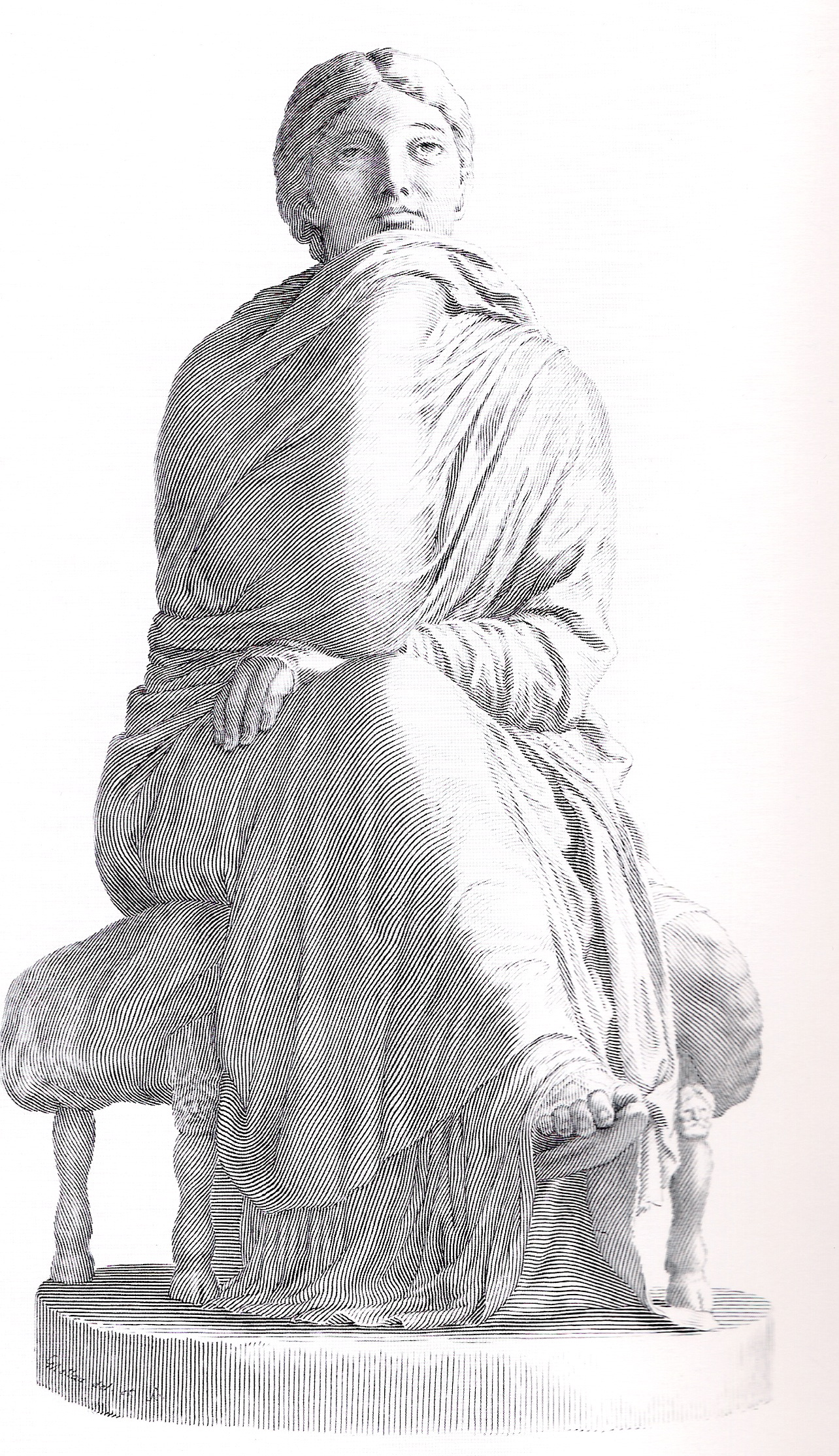
Claude Mellan, Agrippine, dite aussi Mnémosyne. Commande royale pour le Cabinet du roi en 1677. Affecté à la Chalcographie du Louvre en 1812.

La Chalcographie du Louvre est une institution créée en 1797 qui recouvre trois types d'activité : une collection de plaques de cuivre gravées rattachée au département des Arts graphiques du musée du Louvre, une collection d'estampes, et un atelier d'impression d'estampes d'après ces planches dont la commercialisation est assurée par un magasin de vente abrité par le musée du Louvre. Le mot chalcographie provient du grec et signifie « écriture sur cuivre », il désigne d'abord l'art de la gravure sur cuivre ou différents supports de métal et par extension le lieu où sont conservées des planches gravées de cette manière, ou même issues d'autres techniques. Depuis sa création en 1895, la Réunion des musées nationaux (RMN) est chargée de l'impression, l'édition, la diffusion et la commercialisation des estampes. Déposée aux Ateliers d'Art, Moulage et Chalcographie de la RMN - Grand Palais à Saint Denis pour permettre son exploitation, la collection reste placée sous la responsabilité du musée. Elle compte aujourd'hui plus de 14 000 planches gravées et continue de s'enrichir.

## Histoire
La Chalcographie du Louvre a été fondée en 1797 par la réunion de plusieurs collections de gravures constituées sous l’Ancien Régime. Les deux plus importantes remontaient au XVIIe siècle : le Cabinet du roi et le fonds de l’Académie royale de peinture et de sculpture. Louis XIV fut le premier à mener une politique d’encouragement de la gravure. Auparavant, les graveurs étaient plus souvent considérés comme des artisans que comme de véritables artistes et ne possédaient pas de reconnaissance officielle. En 1660, grâce à l’intervention de Robert Nanteuil, le roi prit un arrêt du Conseil qui leur accorda un statut légal. À partir de ce moment, les graveurs eurent une production beaucoup plus régulière. Le premier signe d’importance qui marqua l’intérêt du roi fut la création aux Gobelins, en 1667, d’un atelier de « graveurs ordinaires du Roi », sous la haute autorité de Charles Le Brun.

### Le Cabinet du roi
La même année, Louis XIV décidait, « afin d’encourager l’art de la gravure et d’en continuer l’histoire », de faire graver sur cuivre les évènements militaires et culturels importants de son règne, et de faire reproduire les vues des palais, châteaux, maisons royales les plus célèbres du temps ainsi que les œuvres peintes ou sculptées appartenant aux collections de la Couronne. L’exécution de ces planches fut confiée aux plus grands artistes de l’époque : Gérard Audran, Gérard Edelinck ou Claude Mellan entre autres. Elles formèrent une série de recueils qu’on désigna sous le titre de Cabinet du roi : le Carrousel de 1662 ; l’Histoire naturelle des animaux, les Plaisirs de l’Ile enchantée (reportage graphique des fêtes données par le roi à Versailles) comptent parmi les premiers réalisés. Jean-Baptiste Colbert, alors surintendant des Bâtiments du roi, s’attacha à élargir l’institution du Cabinet du roi et à accroître l’activité des graveurs : il fit réunir en 1670 les planches gravées en volumes agrémentés de descriptions pour les offrir aux notables du royaume et aux ambassadeurs des cours étrangères, diffusant ainsi l’image de la gloire du souverain. En moins de vingt ans, plus de 300 000 livres furent consacrées à l’enrichissement de ce fonds de planches gravées. En 1679, Colbert, inquiet de l’ampleur des dépenses consenties, décida de rendre le Cabinet du roi productif en vendant des tirages de ses planches. La commercialisation des gravures connut dès lors un succès grandissant. À la mort de Colbert, le fonds comportait 1 337 planches gravées. Sous Louis XV, la situation des graveurs ayant nettement évoluée, il n’était plus nécessaire de les encourager. Les acquisitions se limitèrent ainsi à la représentation des fêtes et cérémonies, ou bien au décor de billets d’invitation ou de bal. Le financement provenait des Menus-Plaisirs du roi et non plus de la Surintendance des Bâtiments du roi. Le principal graveur de ce règne fut Charles-Nicolas Cochin fils. Louis XVI suivit la même politique, les acquisitions furent encore moins nombreuses, et le principal graveur des Menus-Plaisirs fut Moreau le Jeune. En tout, 1 531 planches gravées d’origine royale se trouvent encore à la Chalcographie du Louvre.

### L'Académie royale de peinture et de sculpture
Dès 1655, sept ans après sa création, l’Académie royale décida que les graveurs pouvaient être reçus « académistes », au même titre que les peintres et les sculpteurs. Le premier graveur agréé fut Sébastien Leclerc, en 1672. Pour être admis, chacun des graveurs devait présenter un « morceau de réception » : la gravure d’un portrait, comme spécifié en 1673, puis deux sujets à partir de 1704. Jusqu’en 1789, 48 graveurs furent reçus : 65 morceaux de réception enrichirent donc les collections de l’institution. Le fonds de l’Académie fut complété par deux autres biais : les dons et les acquisitions. La série de 223 planches gravées par le comte de Caylus d’après les dessins du Cabinet du roi fut l’objet du don le plus remarquable, par Charles Antoine Coypel, en 1747. Vers le milieu du siècle, l’Académie décida d’exploiter commercialement sa collection, les produits de la vente lui permettaient alors d’acheter de nouvelles planches. Le succès de cette méthode autorisa de significatives acquisitions ou commandes. En 1773, l’institution acheta ainsi les cuivres provenant de la succession de Jean Audran. En 1789, la collection comptait 570 planches. L’Académie royale de peinture et de sculpture fut dissoute le 8 août 1793.

### La Chalcographie française
En 1792, les planches gravées du Cabinet du roi, de l’Académie royale, ainsi que celles du dépôt des Menus-Plaisirs, de la surintendance de Versailles, de la Maison de ville de Paris et de plusieurs établissements scientifiques et religieux furent rassemblées à la Bibliothèque nationale de France, rue de Richelieu à Paris. Devant l’ampleur de cette collection ainsi réunie, le général François René Jean de Pommereul eut l’idée de fonder un musée national de la gravure, une « Chalcographie française », sur le modèle de la Chalcographie apostolique de Rome. Il s’agissait de fournir une nouvelle source de revenus à l’État et de soutenir l’art de la gravure. À la fois musée et conservatoire des planches, cette chalcographie serait aussi le lieu d’impression et de vente des épreuves et enfin l’atelier où de nouvelles planches seraient gravées. Le général Pommereul remit son projet de loi au directeur de l’Instruction publique et le ministre de l’Intérieur prit la décision finale de fonder la Chalcographie nationale, le 23 floréal an V (12 mai 1797). Le premier conservateur de la chalcographie fut Louis-Marie-Joseph Morel d’Arleux, nommé l’année même de la création « garde des dessins, estampes et planches gravées ». Les commandes et acquisitions, ainsi que la vente d’estampes commencèrent en juin 1799. Grâce à une propagande entreprise dès sa fondation auprès des écoles centrales des départements, la chalcographie connut rapidement une grande prospérité. La planche commandée en 1801 à Auguste Boucher-Desnoyers, d’après La Belle Jardinière de Raphaël, rapporta à elle seule près de 15 000 francs en l’espace d’un an. Cependant, les cuivres de l’Ancien Régime restèrent jusqu’en 1812 dans les casiers de la bibliothèque impériale, ce n’est donc qu’à cette date que la chalcographie put concrètement exploiter son fonds de planches anciennes.
Sous le Premier Empire, furent commandés les 907 cuivres formant la Description de l'Égypte (attribués à la chalcographie qu’en 1854), ainsi que 250 autres planches, dont les séries du Sacre de Napoléon Ier, du Mariage de l’Empereur avec Marie-Louise, de la Colonne de la Grande Armée et du traité de Charles Le Brun concernant le rapport entre la physionomie humaine et celle des animaux. Aucune exploitation rationnelle du fonds dont la chalcographie disposait n’a été tentée.
La Restauration n’enrichit le fonds que des 30 planches du Sacre de Charles X et de deux portraits.
La monarchie de Juillet n’apporta qu’un portrait de Louis-Philippe Ier et des encouragements à la publication des Galeries historiques de Versailles par Gavard.
Sous la Seconde République, une impulsion nouvelle relança les activités de la chalcographie grâce à de remarquables acquisitions : 27 planches de la Galerie du Luxembourg de Pierre Paul Rubens, 121 planches des Villes, Châteaux et maisons royales de Jacques Rigaud, 126 planches de l’Iconographie d’Antoine Van Dyck et 30 fac-similés de dessins de grands maîtres.
Le Second Empire enrichit considérablement le fonds de la chalcographie. 14 fac-similés de dessins et de nombreuses planches furent commandés aux grands graveurs de l’époque, d’après les chefs-d’œuvre de peinture du musée du Louvre. Ainsi, à la suite de l’Exposition universelle de 1853, l'empereur commanda pour 350 000 francs de gravures d’interprétation. Par ailleurs, le ministère de l'Instruction publique lui donna la Statistique monumentale de Paris d’Albert Lenoir et des monographies des Cathédrales de Chartres et de Noyon par Jean-Baptiste-Antoine Lassus et Daniel Ramée ; la ville de Paris lui céda l’œuvre de Baltard sur les Monuments de Paris, Fontainebleau, etc. ; et la bibliothèque impériale lui remit les 907 planches de la Description de l’Egypte. De plus, d’importantes planches anciennes furent acquises, notamment les deux séries de Jacques Callot, les plus anciennes planches du fonds de la Chalcographie du Louvre : Siège de l’Isle de Ré et Siège de la Rochelle, gravées entre 1628 et 1630 à la demande de Louis XIII. Enfin, le surintendant des Beaux-Arts décida, en 1864, d’affecter à la chalcographie tous les envois de Rome et grands prix de gravure.
La Troisième République a elle aussi contribué à l’enrichissement du fonds de la chalcographie, institutionnalisant les pratiques d’acquisitions. Le ministère de l’Éducation nationale et des Beaux-Arts versait chaque année à la Chalcographie du Louvre un certain nombre de planches acquises directement à des artistes. Le conseil de la Réunion des musées nationaux, dès sa création en 1895, recueillait les recettes des ventes d’estampes et prévoyait chaque année un crédit pour l’achat de nouvelles planches aux maîtres de la gravure contemporaine. Le ministère de l’Instruction publique affecta aussi à la chalcographie les collections significatives de planches du Monument de Ninive, de Ninive et l’Assyrie, et des Archives de la Commission des Monuments historiques. Parallèlement, le fonds s’enrichit grâce à des dons de particuliers comme la famille Gavard ou les héritiers de Charles-François Daubigny. La donation la plus importante fut celle de la Société française de gravure qui, lors de sa dissolution le 23 juillet 1902, décide de faire don à la chalcographie de 102 cuivres et d’un lot considérable d’épreuves de grande qualité. Charles-Léon Wittmann était chargé des impressions dans les années 1890. Le graveur Louis-Isidore Journot travailla dans ce service dans les années 1910-1920, sous la direction d'Alfred Porcabeuf.
Au XXe siècle, les acquisitions se portèrent en grande majorité vers des gravures originales, plutôt que d’interprétation (désormais moins recherchées) et vers la gravure contemporaine. Paul Angoulvent fut conservateur de la Chalcographie du Louvre dans les années 1920-1930 et contribua à faire avancer la connaissance sur cette institution en publiant plusieurs ouvrages et catalogues, édités avec la complicité d'Albert Morancé.
1989 voit l’officialisation du Cabinet des dessins du Louvre, auquel avait été plus ou moins liée, selon les périodes, la Chalcographie, comme septième département du musée, sous l’intitulé « département des Arts graphiques ». Il regroupe donc la collection des dessins, ainsi que la collection Edmond de Rothschild (donnée en 1935) et la Chalcographie.
Aujourd’hui, cette politique d’acquisition de gravures originales à des artistes contemporains continue, sans exclure toutefois l’enrichissement du fonds ancien. Le conservateur actuel de la Chalcographie est Jean-Gérald Castex, qui a remplacé Pascal Torres en 2014.

## Commande contemporaine
En 1989, dans le cadre du projet du Grand Louvre, Michel Laclotte, alors directeur du musée, a décidé de relancer la commande de matrices gravées à des artistes contemporains. Jean-Michel Alberola, Pierre Alechinsky, Geneviève Asse, George Baselitz, Louise Bourgeois, Jean-Pierre Pincemin, Kiki Smith ou encore JR ont participé à ce programme de commande publique. Les matrices produites dans ce cadre ne sont soumises à aucune limitation de tirages. Les impressions sont réalisées sur des presses anciennes par les imprimeurs en taille-douce des Ateliers d'art, Moulage et Chalcographie, de la Réunion des musées nationaux - Grand Palais à Saint Denis où sont conservées les 13 000 cuivres de la collection du Louvre. Ni numérotés, ni signés ces tirages sont commercialisés par la Réunion des Musées Nationaux-Grand Palais à des prix « démocratiques » https://www.boutiquesdemusees.fr/fr/cadeaux/68-estampes/1/.
Les estampes contemporaines de la Chalcographie du Louvre ont été exposées en 2001 au musée du Louvre.
Eva Jospin est une des dernières artistes à avoir bénéficié d'une commande en 2017, elle a réalisé une eau-forte avec la collaboration de l'Atelier de taille douce de la Rmn-GP qui a été présentée à la FIAC de la même année sur le stand de la Rmn - Grand Palais. En 2020 c'est Jean-Michel Othoniel que le Louvre a sollicité. L'artiste a répondu à l'invitation avec La Rose du Louvre, héliogravure réalisée en collaboration avec l'Atelier Héliog'. Ont suivi Rosanna Lefeuvre et Annette Message en 2021, Marine Wallon et Barthélémy Togo en 2022, Jean-Marie Appriou en 2023, Elizabeth Peyton en 2024.
La prochaine commande sera dévoilée lors de l'édition 2025 de Art Basel Paris sur le Stand des Ateliers d'art du GrandPalaisRmn.

## Impression et édition
La décision de 1797 - établissant que la Chalcographie serait à la fois musée, conservatoire des planches, lieu d’impression, de vente des épreuves et enfin l’atelier où de nouvelles planches seraient gravées - est modifiée en 1895 à la création de la Réunion des musée nationaux (Rmn).
Dès lors le Louvre garde la propriété de la collection des matrices et la Rmn est chargée de l'impression et de la vente des épreuves. Le produit de cette vente est reversé à une caisse dédiée aux acquisitions d'œuvres d'art au bénéfice des musées nationaux.
Les épreuves n'ont jamais cessé d'être proposées à la vente au musée du Louvre. Elles sont aujourd'hui également proposées en ligne.
L'atelier d'impression en taille-douce de la Chalcographie restera cependant en activité dans l'enceinte du musée jusqu'aux années 1960. Après un premier déménagement rive gauche, l'atelier s'installe à Saint-Denis en 2007 pour y rejoindre l'atelier de moulage de la Rmn, autre émanation du musée du Louvre.
Les deux ateliers, labellisés Entreprise du Patrimoine vivant (EPV), sont aujourd'hui connues sous le nom des Ateliers d'art du GrandPalaisRmn, Moulage & Chalcographie.
Y sont conservés les matrices gravées après 1850, les presses anciennes, les savoir-faire de l'impression en taille-douce. Les artistes contemporains viennent y graver les commandes du musée du Louvre et sont accompagnés par des artisans imprimeurs-graveurs.

## Quelques œuvres de la collection
- Le Carrousel, recueil gravé par Israël Silvestre, François Chauveau et Gilles Rousselet, burin et eau-forte, commande royale de 1662.
- Les Plaisirs de l’Isle enchantée, recueil gravé par Jean Le Pautre et Israël Silvestre, eau-forte et burin, illustrant un texte d’André Félibien publié en 1673.
- La Bataille d’Arbelles. 1674, Gérard Audran, d’après Charles Le Brun, burin, commande royale de 1674.
- Mémoires pour servir à l'histoire des plantes, Denis Dodart, recueil gravé par Nicolas Robert, taille douce.
- Agrippine, dite aussi Mnémosyne, Claude Mellan, burin, commande royale de 1677.
- Charles Le Brun, Gérard Edelinck, d’après Nicolas de Largillierre, burin, 1677.
- Le Sacre de Louis XV, recueil gravé par Charles-Nicolas Cochin (père) entre autres, commande royale de 1722.
- Plan de Turgot, Claude Lucas, d'après les dessins de Louis Bretez, commande de 1734.
- Lycurgue blessé dans une sédition, Gilles Demarteau l’Aîné, d’après Charles-Nicolas Cochin fils, manière de crayon, 1769.
- Le Sacre de Louis XVI, roi de France et de Navarre, à Reims, le 11 juin 1775, Jean-Michel Moreau Le Jeune, eau-forte et burin, commande royale de 1775.
- La Belle Jardinière, Auguste Boucher-Desnoyers, d’après Raphaël (peintre), burin, commande de 1801.
- Le Sacre de S. M. l’Empereur Napoléon, dans l’Eglise Métropolitaine de Paris, le 11 frimaire an XIII, Dimanche de Décembre 1804, recueil gravé d’après les dessins de Jean-Baptiste Isabey, Pierre-François-Léonard Fontaine et Charles Percier, burin et eau-forte, commande impériale.
- Dissertation sur un traité de Charles Le Brun, concernant le rapport de la physionomie humaine avec celle des animaux, recueil gravé d’après Dominique Vivant Denon, eau-forte et burin, 1806.
- Description de l'Égypte, ouvrage commandé en 1809, entré en 1854 à la Chalcographie du Louvre.
- Louis XVIII dans son cabinet aux Tuileries, Alexis-François Girard, d’après François Gérard, burin et eau-forte, commande de 1825.
- Le Sacre de Charles X, recueil gravé d’après les dessins de Louis Lafitte, François-Noël Sellier et Jean-Auguste-Dominique Ingres, eau-forte et burin, commande de 1825.
- Louis-Philippe Ier, roi des Français, Louis-Pierre Henriquel-Dupont, d’après François Gérard, burin et eau-forte, commande de 1833.
- Triptyque de la Passion, Achille Jacquet, d’après Andrea Mantegna, burin, fin du XIXe siècle.
- La Joconde, Claude-Ferdinand Gaillard, d’après Léonard de Vinci, eau-forte, commande de 1886.
- Vue de Quimperlé, 1917 et Saint-Malo, Mont Saint-Michel, Ville neuve Les Avignon, Le Château de Combourg, Malo-Renault ;
- Salomé, eau forte originale en couleur (3 cuivres ), La Femme au masque, d’après Aman Jean, eau forte en couleur (5 cuivres)  par Nori Malo-Renault [8]
- La Montagne Sainte-Victoire, Jacques Villon, d’après Paul Cézannte, aquatinte en couleurs, exposée en 1928.
- La Baigneuse au collier, Henri Matisse, linoléum, XXe siècle.
- Composition, Jean Arp, bois (trois couleurs), XXe siècle.